# لکسینگتون، تگزاس
لکسینگتون (انگلیسی: Lexington) شهرکی در شهرستان لی در ایالت تگزاس آمریکاست که مطابق سرشماری ۲۰۲۰ ایالات متحده آمریکا ۱٬۲۱۷ نفر جمعیت داشت. لکسینگتون، مرکز خرید و فروش و دادو ستد احشام است و تقریباً ۴۰ مایل (۶۴ کیلومتر) غرب برایان قرار دارد. رستوران مشهور اسنوز باربیکیو در این شهرک واقع شده است.